# Kabinet-Arnim-Boitzenburg
Dit artikel geeft een overzicht van het kabinet onder Adolf Heinrich von Arnim-Boitzenburg (18 maart 1848 - 29 maart 1848) in Pruisen.
| Functie                                   | Persoon                              | Van              | Tot           |
| ----------------------------------------- | ------------------------------------ | ---------------- | ------------- |
| Minister-president                        | Adolf Heinrich von Arnim-Boitzenburg | 18 maart 1848    | 29 maart 1848 |
| Buitenlandse Zaken                        | Adolf Heinrich von Arnim-Boitzenburg | 18 maart 1848    | 29 maart 1848 |
| Onderwijs en Cultuur                      | Maximilian von Schwerin-Putzar       | 19 maart 1848    | 25 juni 1848  |
| Justitie                                  | Alexander Uhden                      | 1 oktober 1844   | 20 maart 1848 |
| Justitie                                  | Friedrich Wilhelm Ludwig Bornemann   | 20 maart 1848    | 25 juni 1848  |
| Binnenlandse Zaken                        | Alfred von Auerswald                 | 19 maart 1848    | 25 juni 1848  |
| Oorlog                                    | Ferdinand von Rohr                   | 7 oktober 1847   | 29 maart 1848 |
| Justitie voor Herziening van de Wetgeving | Friedrich Carl von Savigny           | 28 februari 1842 | 20 maart 1848 |
| Zonder portefeuille                       | Anton zu Stolberg-Wernigerode        | 1 december 1842  | 20 maart 1848 |

Arnim-Boitzenburg · Camphausen · Auerswald · Pfuel · Brandenburg · Ladenberg · Manteuffel · Hohenzollern-Sigmaringen · Hohenlohe-Ingelfingen · Bismarck I · Roon · Bismarck II · Caprivi · Eulenburg · Hohenlohe-Schillingsfürst · Bülow · Bethmann Hollweg · Michaelis · Hertling · Baden · Hirsch/Ströbel · Hirsch · Braun I · Stegerwald · Braun II · Marx · Braun III